# Ángel Nieto
Ángel Nieto Roldán (Zamora, 25 januari 1947 – Ibiza, 3 augustus 2017) was een Spaanse motorcoureur. Hij werd in het seizoen 1969 de eerste Spaanse wereldkampioen in de wegrace. Hij werd 13 (de bijgelovige Nieto sprak altijd van 12 + 1) keer wereldkampioen: 6 × in de 50cc-klasse en 7 × in de 125cc-klasse. Toen hij in 1986 afscheid nam van de professionele motorsport had hij negentig GP-overwinningen op zijn naam.

## Algemeen
Ángel Nieto was de zoon van Ángel Nieto en Teresa Roldán. Toen hij 1 jaar oud was verhuisde het gezin van Zamora naar de Madrileense wijk Vallecas, waar zijn vader een poelierszaak opende. De jonge Nieto wilde zijn vader niet opvolgen in de zaak en ook geen opleiding volgen. In plaats daarvan ging hij al op jonge leeftijd als leerlingmonteur in de motorzaak van Tomas Diaz Valdes werken. 's Avonds reed hij stiekem met motoren van klanten door Vallecas.
Op dertienjarige leeftijd ontmoette hij Paco Bultó, de eigenaar van Bultaco, tijdens een parkrace in Madrid. Nieto besloot bij zijn tante in Barcelona te gaan wonen, omdat in die stad de hele Spaanse motorfietsindustrie geconcentreerd was met merken als Bultaco, Derbi, Montesa, Ossa en Sanglas. Nieto had zijn hoop gevestigd op Bultaco, dat hem echter niet meer aanbood dan een baantje als hulpje voor de fabriekscoureur José Medrano. Nieto reisde met Medrano langs de Spaanse circuits en sliep in een Renault Dauphine, maar toen het seizoen voorbij was had hij geen werk meer. Hij had weliswaar mensen van Ducati ontmoet die geïnteresseerd waren in de jonge en lichte coureur, maar zij hadden slechts 125cc-machines, die voor Nieto te zwaar waren. Nieto ging naar Derbi, dat 50cc-racers had. 

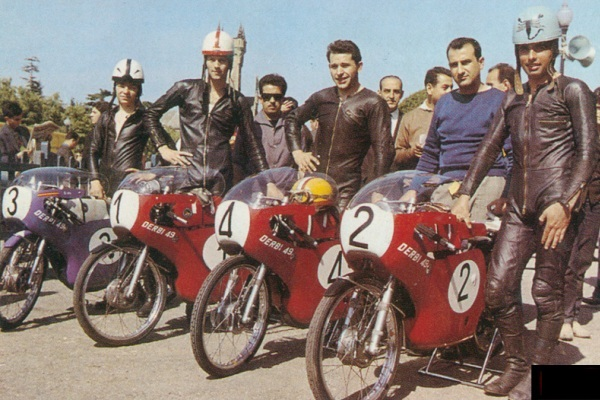
Het Derbi-team in 1963: Ángel Nieto, Jan Huberts, Jacques Roca, Paco Tombas en Josep Maria Busquets

## WK-carrière

### 1964
50 cc
Met Derbi startte hij samen met Josep Maria Busquets in het seizoen 1964 in de Grand Prix van Spanje, waar hij vijfde werd. De Derbi bleek niet opgewassen tegen de snelle Kreidler van Hans Georg Anscheidt en de Suzuki RM 64 van Hugh Anderson. Bovendien werd het seizoen van Nieto afgebroken door een ernstig ongeval in Frankrijk. 

### 1965
In het seizoen 1965 scoorde Nieto zijn eerste overwinning in Spanje. Hij werd Spaans kampioen 125 cc, maar reed ook even aan de leiding van de GP van Duitsland, waar hij in de 50cc-race vijfde werd, en de Spaanse GP, waar hij zowel in de 50- als de 125cc-klasse uitviel. 

### 1966
50 cc
In het seizoen 1966 werd hij opnieuw vijfde in de Grand Prix van Spanje. Dat was de enige WK-race waarin hij aan de start kwam.

### 1967
50 cc
In het seizoen 1967 werd hij Spaans kampioen 50- en 125 cc en hij scoorde zijn eerste podiumplaats in het wereldkampioenschap wegrace door in de TT van Assen achter Yoshimi Katayama tweede te worden nadat de Suzuki-fabrieksrijders Stuart Graham en Hans Georg Anscheidt waren uitgevallen. Dit was het eerste tamelijk volledige seizoen voor Nieto, die ook punten scoorde in Spanje, Frankrijk en België, maar het 50cc-wereldkampioenschap werd nog volkomen beheerst door Honda en Suzuki.

### 1968

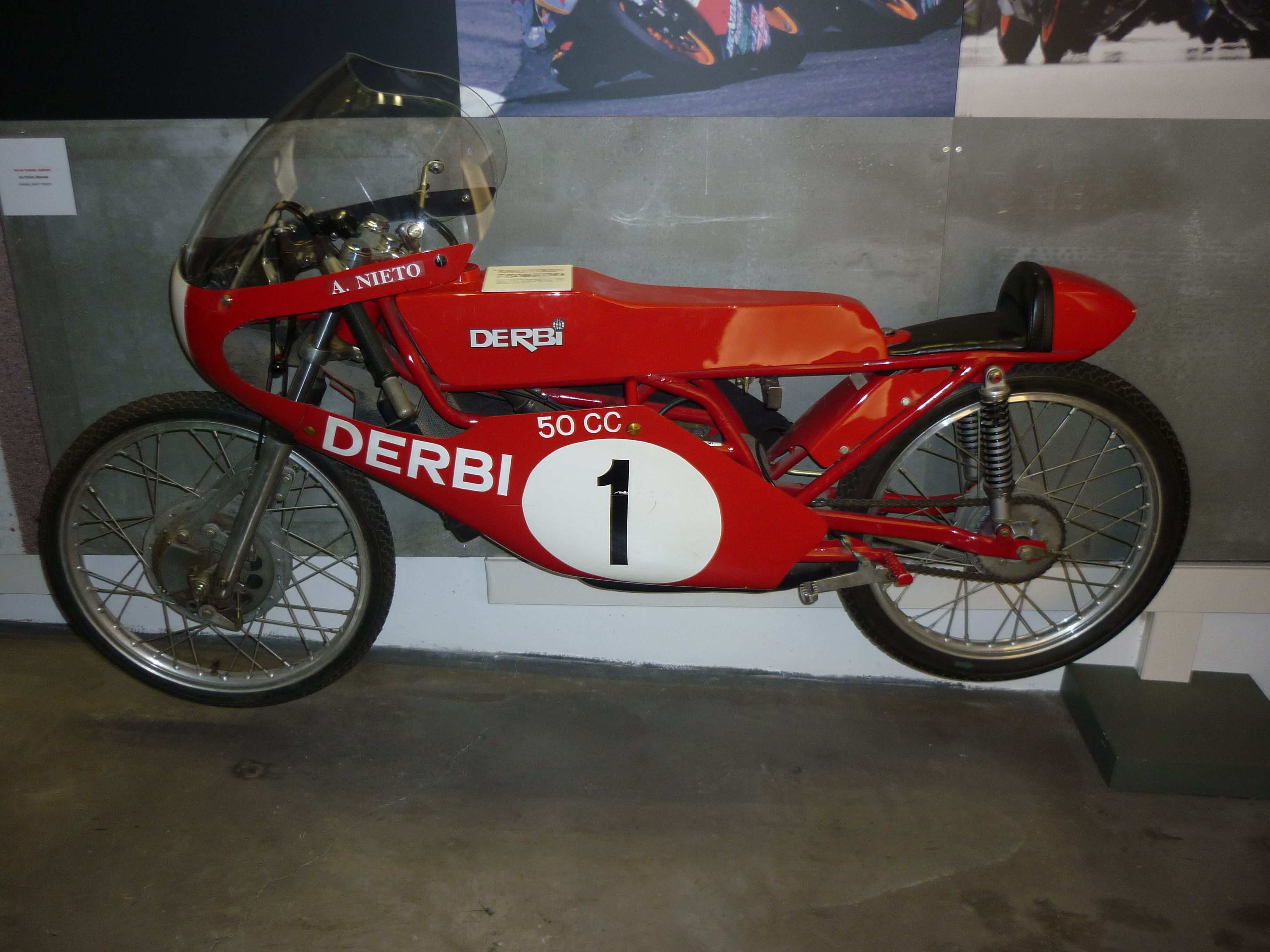
De Derbi GP 50 waarmee Ángel Nieto zijn eerste wereldtitel behaalde.

50 cc
Het seizoen 1968 was een keerpunt in het 50cc-wereldkampioenschap. Honda was twee jaar eerder al uitgestapt (hoewel er nog steeds privérijders met de Honda CR 110-productieracer aan de start kwamen) en Suzuki maakte in maart 1968 bekend ook met racen te stoppen. Toch kwamen er nieuwe kapers op de kust: Martin Mijwaart en Paul Lodewijkx met hun Jamathi en een groot aantal Kreidler-rijders. Nieto kreeg in de Australiër Barry Smith een nieuwe teamgenoot, hoewel Smith op privébasis al jaren met Derbi's reed. Nieto reed in de Grand Prix van Spanje een sterke thuisrace (en de snelste ronde), door na een slechte start tweede te worden achter Hans Georg Anscheidt, maar tijdens de Isle of Man TT viel hij al in de eerste ronde waarbij hij een been brak. Daarom sloeg hij de TT van Assen over, maar in de Belgische Grand Prix was hij weer fit en daar werd hij derde. Smith won overigens de 50 cc TT en eindigde als derde in het wereldkampioenschap. Nieto werd vierde, maar had in beide races die hij had uitgereden op het erepodium gestaan. In de 125cc-klasse werd hij opnieuw kampioen van Spanje. 

### 1969, eerste wereldtitel
50 cc
Het seizoen 1969 in de 50cc-klasse was erg spannend en bleef dat tot in de laatste race. Het aantal wedstrijden was verdubbeld van vijf naar tien, maar slechts zes resultaten daarvan telden. Dat leverde Ángel Nieto uiteindelijk zijn eerste wereldtitel op, maar hij had slechts zes resultaten, met in totaal 76 punten. Aalt Toersen (Van Veen-Kreidler) had 93 punten, maar zijn zes beste resultaten leverden slechts 75 punten op. In dit jaar was ook Santiago Herrero aan het Derbi-team toegevoegd. In de GP van Spanje moesten Herrero, Smith en Nieto halsbrekende toeren uithalen om Toersen te volgen. Alleen Nieto slaagde daarin, hij werd tweede, terwijl zijn teamgenoten allebei ten val kwamen. In de Duitse GP werd Smith derde, maar Nieto haalde de finish niet. In de GP van Frankrijk werd Nieto tweede, maar Toersen won zijn derde GP op rij. Met slechts zes tellende resultaten was hij letterlijk halverwege de wereldtitel. Nieto viel uit in de TT van Assen én in de Belgische Grand Prix, die beiden gewonnen werden door Barry Smith, met Aalt Toersen beide keren op de derde plaats. In de GP van de DDR had Toersen een slechte start en Nieto en Herrero vochten voortdurend om de leiding. Nieto won, Toersen werd derde. Op dit moment in het seizoen was Barry Smith de grootste bedreiging voor Aalt Toersen, maar alle Derbi's gingen steeds beter presteren. Dat bleek tijdens de GP van Tsjecho-Slowakije, waar Smith in gevecht ging met Paul Lodewijkx, terwijl Nieto op de derde plaats lag. Nieto moest echter een pitstop maken omdat de centrale elektrode van zijn bougie afbrak. Hij vocht zich toch nog terug naar het podium, terwijl Toersen slechts vierde werd. In de Ulster Grand Prix vocht Nieto met Lodewijkx om de koppositie, terwijl Toersen met een verstopte benzineleiding uitviel. Nieto's achterwiel brak uit, waardoor hij Lodewijkx torpedeerde, die met zijn motorfiets over een aarden wal en een heg vloog. Nieto kon echter wel verder in won de race. Aalt Toersen kreeg voor de GP des Nations een nieuw, watergekoeld-motorblokje. Ángel Nieto viel uit, maar Toersen kon slechts acht punten scoren omdat Paul Lodewijkx en Barry Smith hem voor bleven. Met nog één race te gaan had Aalt Toersen 93 punten, maar slechts de zes beste resultaten telden, waardoor hij feitelijk slechts 75 punten had. Nieto had nu 64 punten en kon Toersen theoretisch nog verslaan. Voor Nieto zou elk resultaat in de Grand Prix-wegrace van de Adriatische Zee tellen, want hij had nog maar vijf resultaten gescoord. Hij moest echter eerste of tweede worden om aan 76 punten te komen. Toersen kon zijn resultaat ook alleen verbeteren door eerste of tweede te worden. Aalt Toersen viel echter al in de tweede ronde uit met een uitgelopen big-end lager. Ángel Nieto pakte met zijn tweede plaats 12 punten en dat was nét genoeg om wereldkampioen te worden met 1 punt voorsprong op Toersen. Na de eerste ronde leidde Jan de Vries, gevolgd door Lodewijkx, Nieto en Smith. Lodewijkx nam al snel het initiatief over en begon samen met Nieto weg te lopen van de rest van het veld. Nieto kreeg een sein van Santiago Herrero, die langs de kant stond met een stuk karton met de tekst "TORS ↓" en wist dat Toersen eruit lag en dat hij aan de tweede plaats genoeg zou hebben voor de wereldtitel. 

### 1970, tweede wereldtitel
Ángel Nieto, die slechts 52 kg woog, profiteerde vanaf het seizoen 1970 van een nieuw reglement voor de 50cc-klasse, waardoor het minimum gewicht voor coureurs werd teruggebracht van 60- naar 50 kg. Hij hoefde vanaf nu geen ballast meer mee te nemen. Ook Aalt Toersen (54 kg) profiteerde hiervan. Naast de 50cc-klasse reed Nieto nu ook een volledig seizoen in de 125cc-klasse. 
50 cc
Nieto bereidde zich goed voor op de eerste race door wekenlang bij de Nordschleife te kamperen. Op het onbekende circuit kon hij in het slechte weer de concurrentie gemakkelijk voorblijven. Hij won daarna ook de Franse en Joegoslavische GP's én de TT van Assen, ondanks het feit dat hij bijna steeds een slechte start had. Aalt Toersen, inmiddels op Jamathi, had al een nieuwe motor met oliepompsmering gekregen en hiermee wist hij Nieto in de GP van België op pure snelheid te verslaan. Toersen won vervolgens ook de GP van de DDR en de GP van Tsjecho-Slowakije. Tijdens de Ulster Grand Prix kregen Ángel Nieto en Salvador Cañellas snellere Derbi's. Nieto had opnieuw een slechte start, maar passeerde Toersen in de tweede ronde. Cañellas was enorm belangrijk in deze race. Doordat hij Toersen van de tweede plaats afhield hoefde Nieto nog slechts één keer tweede te worden om de wereldtitel veilig te stellen. Die beslissing viel al in de eerste ronde van de GP des Nations, toen er een valpartij ontstond waarbij Jos Schurgers, Aalt Toersen en Salvador Cañellas betrokken waren en waarna Schurgers en Toersen moesten opgeven. Ook Nieto moest opgeven toen hij viel door heet koelwater dat over zijn been stroomde. Dat maakte voor de wereldtitel echter geen verschil meer. 
125 cc
In 1970 waren de belangrijkste (Japanse) fabrieksteams uit de 125cc-klasse gestapt. De machines mochten niet meer dan twee cilinders hebben, waardoor dure viercilinders als de Yamaha RA 31 overbodig waren geworden. Suzuki was in 1967 gestopt met de ontwikkeling van 125cc-racers, maar er waren nog drie Suzuki RT 67-tweecilinders in het veld: één in handen van Dieter Braun, één in handen van Henk Viscaal, die er Aalt Toersen als coureur mee liet rijden en één bij Stuart Graham, die er in de GP van Spanje Barry Sheene mee liet debuteren in het wereldkampioenschap. Regerend wereldkampioen Dave Simmonds gebruikte een ook al verouderde Kawasaki KA-1. Derbi had de ontwikkeling van haar 125cc-racer met twee krukassen gestaakt en bouwde een meer conventionele 125cc-twin met enkele krukas. Nieto's nieuwe machine had in het begin van het seizoen betrouwbaarheidsproblemen, waardoor hij in de Duitse GP slechts dertiende werd en in de Franse GP uitviel. In de GP van de Adriatische Zee liep hij de overwinning mis door benzinegebrek. Derbi sloeg de TT van Man over, maar daar won Dieter Braun vóór Börje Jansson (Maico) en Günter Bartusch (MZ). Tijdens de TT van Assen leidde Nieto, maar hij viel in de Stekkenwal en werd uiteindelijk veertiende. Braun behaalde zijn vierde overwinning op rij, terwijl Nieto slechts zes punten (uit Joegoslavië) op zijn conto had. Tijdens de GP van België leek het tij te keren: Braun viel uit en Nieto won met overmacht. Tijdens de GP van de DDR klopte Nieto Braun nipt, tot teleurstelling van het publiek want de (juist in de DDR) populaire Braun had door te winnen al wereldkampioen kunnen worden. In de GP van Tsjecho-Slowakije verscheen Gilberto Parlotti plotseling met een nieuwe 125cc-Morbidelli. Parlotti had in dit seizoen alleen twee wedstrijden met een 50cc-Tomos gereden, maar won nu met gemak de Grand Prix, ten koste van Dieter Braun, die weer langer moest wachten op zijn wereldtitel. Nieto was toen al gestopt door een slecht lopende motor. In de GP van Finland werd Dieter Braun alsnog wereldkampioen. Hij viel weliswaar uit, maar dat overkwam Ángel Nieto ook, en daardoor kon deze Braun niet meer inhalen. Nieto won nog wel de laatste twee GP's, maar werd tweede in het wereldkampioenschap 125 cc. 

### 1971, derde wereldtitel
50 cc
Het werd al in de eerste Grand Prix van het seizoen 1971 duidelijk dat de Van Veen-Kreidlers erg snel waren. Ángel Nieto werd weliswaar tweede, maar met een minuut achterstand op Jan de Vries. De Vries won ook de GP van Duitsland, waar Nieto derde werd nadat hij van de baan was geraakt. Het duurde zes weken alvorens de TT van Assen plaatsvond, waarvan zowel Jamathi als Derbi gebruikmaakten om hun machines sneller te maken. Aalt Toersen gaf toch de voorkeur aan de oude Jamathi. Nieto raakte in gevecht om de leiding met Jan de Vries, tot De Vries in de Veenslang viel. Toen het in de zesde ronde ging regenen viel Toersen ook. Daardoor konden - achter Nieto - Nederlandse coureurs goed scoren, maar niet de titelkandidaten De Vries en Toersen. Op het snelle circuit van Spa-Francorchamps kon Nieto de Van Veen-Kreidlers van Jan de Vries en Jos Schurgers alleen volgen door de slipstreamen, maar hij werd daarbij gehinderd door Nico Polane, die speciaal voor dit doel een Van Veen-Kreidler had gekregen. Nieto werd slechts derde. Hij won de GP van de DDR nadat De Vries remproblemen kreeg. In de GP van Tsjecho-Slowakije haalde door de regen geen van de favorieten de finish. Nieto stopte door een natte ontsteking. Nadat Van Veen Barry Sheene had ingehuurd om Jan de Vries te steunen, deed Derbi hetzelfde door Gilberto Parlotti een machine voor de GP van Zweden te geven. Dat werkte: Parlotti was de snelste, maar hij liet Nieto vlak voor de finish passeren. De 50cc-klasse voor de Ulster Grand Prix werd geschrapt. Dat kostte Nieto 10 punten, want nu telden slechts vijf resultaten. Nieto en De Vries stonden nu gelijk op 67 punten. In Monza kreeg De Vries steun van Jos Schurgers en Jarno Saarinen, Nieto van Gilberto Parlotti. De Vries en Nieto bleven de hele race met elkaar in gevecht, tot De Vries met 0,5 seconde verschil won. Tijdens de GP van Spanje probeerde de organisatie De Vries zenuwachtig te maken door met trainingstijden te goochelen, en Nieto liet zijn collega's zo lang mogelijk op de startgrid wachten, zodat hun motoren afkoelden. Het hielp hem niet, hij viel al in de tweede ronde en moest genoegen nemen met de tweede plaats in het wereldkampioenschap. 
125 cc
In de 125cc-klasse kreeg Nieto tegenstand van de jonge Barry Sheene, die nog steeds de vier jaar oude ex-Stuart Graham-Suzuki RT 67 in zijn bezit had. Nieto won de GP van Oostenrijk, waar Sheene derde werd. In de GP van Duitsland vochten Nieto en Sheene om de leiding, tot ze allebei uitvielen, waarvan Dave Simmonds kon profiteren. De top drie in het WK, Nieto, Gilberto Parlotti en Simmonds, boycotten de gevaarlijke TT van Man. Sheene startte wel, maar hij haalde de finish niet, waardoor Chas Mortimer won voor Börje Jansson. Nieto won de TT van Assen, waar Sheene tweede werd. Tijdens de GP van België was Sheene absoluut de snelste. Hij won niet alleen, maar deed ook goede zaken omdat zijn grootste concurrenten Ángel Nieto, Dave Simmonds, Gilberto Parlotti, Jan Huberts en Börje Jansson uitvielen. Nieto won vervolgens de GP van de DDR en de GP van Tsjecho-Slowakije, maar hij viel in Finland en Zweden uit en omdat Sheene daar won stond hij tamelijk comfortabel aan de leiding van het wereldkampioenschap. In de GP des Nations verloor Nieto van Gilberto Parlotti, die in de 50cc-klasse zijn teamgenoot was, maar die in de 125cc-klasse met een Morbidelli reed. Sheene werd derde. De situatie voor Nieto was nijpend: Sheene had nu al 99 punten, maar uit zijn zes tellende resultaten waren dat er slechts 79. Nieto had niet meer dan vijf resultaten en 72 punten. Als Sheene zijn puntentotaal wilde verhogen, moest hij ten minste tweede worden. Voor Nieto zou elk resultaat meetellen. Nieto en Sheene gingen samen aan de leiding, maar Sheene's Suzuki ging tegen het einde slechter lopen, waardoor hij werd gepasseerd door Chas Mortimer, die Nieto aan de wereldtitel hielp. 

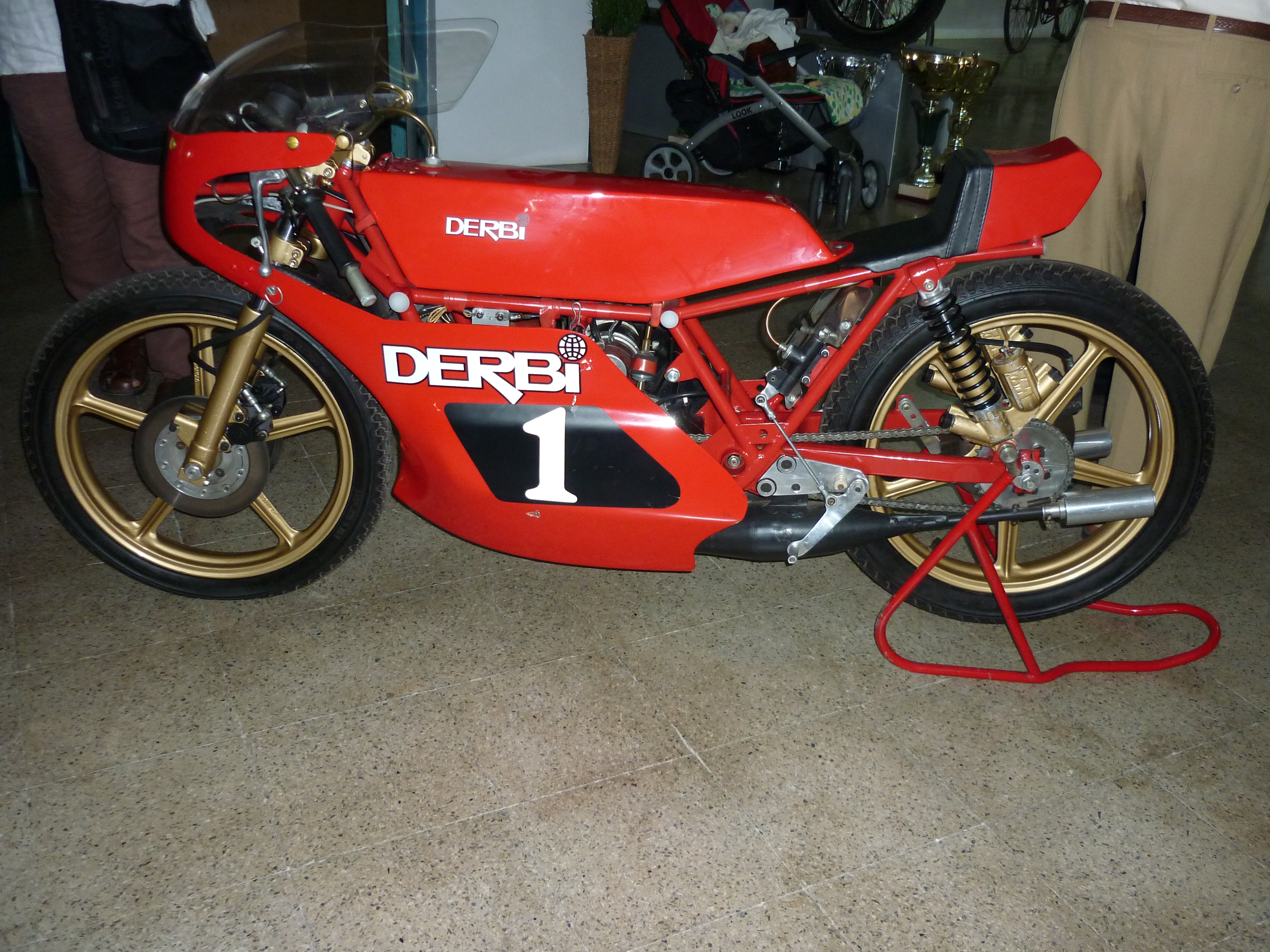
Derbi GP 125 uit 1972

### 1972, vierde en vijfde wereldtitel
50 cc
De 50cc-klasse van het seizoen 1972 was enorm spannend, ondanks het feit dat het team van Jamathi in financiële problemen verkeerde en zich niet op het hoogste niveau kon manifesteren. Dit verlies werd ruimschoots goedgemaakt door de teams van Van Veen-Kreidler en Derbi. Er waren echter twee coureurs die met kop en schouders boven de rest uit staken: Jan de Vries en Ángel Nieto. Hoewel beide teams verschillende andere coureurs ter ondersteuning inhuurden, kon niemand deze twee volgen. Aan het einde van het seizoen hadden beiden bruto 81 punten, netto (alleen tellende resultaten) 69 punten en beiden drie overwinningen en drie tweede plaatsen. De wereldtitel werd in het voordeel van Nieto beslist door de tijden van de races waarin beiden gefinisht waren op te tellen. De Vries won de Duitse Grand Prix mede door de monteurs van Derbi, want Nieto moest even stoppen omdat zijn vlotterkamer niet vastgezet was. Ook de GP des Nations werd door De Vries voor Nieto gewonnen. Tijdens de GP van Joegoslavië hadden zowel Nieto als De Vries problemen. Nieto moest een pitstop maken wegens een slecht lopende motor, maar werd achter Jan Bruins (Kreidler) tweede, hoewel zijn Derbi op de finishlijn definitief stuk ging. De Vries was toen al uitgevallen door een gebroken zuiger. Jan de Vries slaagde er weer niet in zijn thuisrace in Assen te winnen. Hij was de hele race in gevecht met Nieto, die hem in de laatste ronde in de kniebocht passeerde en won. In de Belgische Grand Prix trainde De Vries het snelste, maar hij moest met zijn veel tragere reservemachine in de race starten en was daardoor kansloos tegen de Derbi van Nieto. Toen Nieto en De Vries allebei uitvielen in de GP van de DDR leek de spanning in het WK te verdwijnen, want Nieto had nog slechts één overwinning nodig om wereldkampioen te worden. Dat lukte in de GP van Zweden echter niet: hoewel Nieto al snelste weg was kon De Vries zich bij hem voegen en er volgde een hard gevecht, dat Nieto verloor toen hij de controle kwijtraakte. De Vries had ineens drie punten meer dan Nieto en de kansen waren gekeerd. Toen Nieto de Grand Prix van Spanje won liep hij die drie punten weer in en ontstond er een patstelling: Beiden hadden drie overwinningen, drie tweede plaatsen en waren twee keer niet gefinisht:
| Coureur      | Vlag van Duitsland | Vlag van Italië | Vlag van Joegoslavië (1943-1992) | Vlag van Nederland | Vlag van België | Vlag van Duitse Democratische Republiek | Vlag van Zweden | Vlag van Spanje (11 okt. 1945- 20 jan. 1977) | ptn. bruto                               | ptn. netto                  |
| ------------ | ------------------ | --------------- | -------------------------------- | ------------------ | --------------- | --------------------------------------- | --------------- | -------------------------------------------- | ---------------------------------------- | --------------------------- |
| Ángel Nieto  | 2e                 | 2e              | 2e                               | 1e                 | 1e              | DNF                                     | DNF             | 1e                                           | 12 + 12 + 12 + 15 + 15 + 0 + 0 + 15 = 81 | 12 + 12 + 15 + 15 + 15 = 69 |
| Jan de Vries | 1e                 | 1e              | DNF                              | 2e                 | 2e              | DNF                                     | 1e              | 2e                                           | 15 + 15 + 0 + 12 + 12 + 0 + 15 + 12 = 81 | 15 + 15 + 12 + 12 + 15 = 69 |

Zoals het eerder in het seizoen 1968 tussen Phil Read en Bill Ivy was gegaan, werd de wereldtitel beslist door de tijden van de races die zowel Nieto als De Vries hadden uitgereden op te tellen. Tot aan de Spaanse GP was Nieto in totaal 6,8 seconden sneller geweest en in deze race kwamen daar nog 14,5 seconden bij. Nieto vierde daarmee zijn tweede wereldtitel op één dag, want hij werd ook kampioen in de 125cc-klasse.
125 cc
In de 125cc-klasse mocht Nieto in Duitsland niet starten van de artsen, nadat hij in de 250cc-race geblesseerd was geraakt. Onverwacht won Gilberto Parlotti met een Morbidelli de race. Vervolgens viel Nieto in Frankrijk uit en won Parlotti opnieuw. Op de Salzburgring wist Nieto Parlotti nipt te verslaan en in Imola vochten ze samen om de leiding tot Parlotti viel. Parlotti ging als leider in het wereldkampioenschap naar de TT van Man, die door de meeste toprijders geboycot werd. Parlotti kreeg een ongeval na een vastloper en overleed onderweg naar Nobles Hospital in Douglas. In Joegoslavië viel Nieto in de twaalfde ronde uit. Die race werd gewonnen door Kent Andersson met een Yamaha YZ 623 C. In de TT van Assen was Nieto al in de trainingen veruit de snelste. In de race moest hij het gevecht aangaan met Kent Andersson, maar die viel uit waardoor Nieto met een ruime voorsprong won. Op Spa-Francorchamps vocht Nieto drie ronden lang met Chas Mortimer, maar uiteindelijk won hij ook hier met een ruime voorsprong. Op de Sachsenring viel Nieto op kop liggend uit en in de GP van Tsjecho-Slowakije kwam hij ten val. Toen hij in bij de GP van Zweden aan de start stond, had Nieto alle 125cc-wedstrijden die hij had uitgereden ook gewonnen, maar dat waren er slechts vier. Hij stond op de vierde plaats van de ranglijst achter Börje Jansson, Chas Mortimer en Kent Andersson. Andersson stond er in zijn thuisrace niet veel beter voor: hij was derde in de stand. Deze tweede streden dan ook om de leiding in de race, die Nieto nipt in zijn voordeel wist te beslissen. In Finland vielen Jansson en Mortimer allebei uit. Nieto werd tweede achter Andersson. Daardoor kon hij in Spanje genoegen nemen met een derde plaats. Mortimer werd weliswaar tweede, maar verbeterde daar zijn netto resultaat (over zeven wedstrijden) niet mee. Nieto werd wereldkampioen met 97 punten, hoewel zowel Andersson (103), Mortimer (121) als Jansson (100) bruto meer punten hadden gescoord.

### 1973
Na het seizoen 1972 stopte Derbi met de deelname aan GP's. Ángel Nieto moest een nieuwe renstal vinden. Dat werd Morbidelli, dat na het overlijden van Gilberto Parlotti geprobeerd had om Börje Jansson als rijder te contracteren, maar die zat vast aan zijn contract met Maico. 
125 cc
Nieto was in het seizoen 1973 aanvankelijk niet tevreden over zijn nieuwe machine en eiste dat eerst het frame en de stroomlijnkuip aan zijn wensen werden aangepast. In het voorseizoen liet de 125cc-Morbidelli hem een aantal malen in de steek, maar in de Grand Prix van Frankrijk reed Nieto er de snelste trainingstijd mee. In de race kwam hij echter ten val. Kent Andersson won de race. Tijdens de GP van Oostenrijk werd pas goed duidelijk hoe snel Andersson's Yamaha OW 15 was. Alleen Börje Jansson finishte in dezelfde ronde. Nieto werd derde met een ronde achterstand. Ook in de GP van Duitsland was Nieto kansloos tegen Andersson. Hij werd tweede met ruim een halve minuut achterstand. Tijdens de GP des Nations reed Nieto de snelste ronde, maar toen had Andersson al een ruime voorsprong. Nieto viel uit met een defecte machine. Alle toprijders sloegen de TT van Man over. In de Joegoslavische GP viel Nieto opnieuw uit terwijl hij in gevecht was om de derde plaats. Andersson brak een been bij een val in de TT van Assen, maar Nieto kon niet profiteren omdat ook hij viel. In België won Jos Schurgers met zijn zelfbouw Bridgestone, terwijl Nieto tweede werd. Hoewel Andersson daar niet aan de start kon komen en ook niet in de Grand Prix van Tjsecho-Slowakije verscheen, bleef Nieto kansloos voor de wereldtitel omdat hij zowel in Tsjecho-Slowakije als in de GP van Zweden uitviel. Nieto sloeg de Finse GP over en finishte in de Spaanse GP als tweede. In het wereldkampioenschap werd hij slechts zevende. 

### 1974
Nieto was aanvankelijk misschien wel van plan in het seizoen 1974 bij Morbidelli te blijven, maar constructeur Jorg Möller mocht contractueel (van voormalig werkgever Van Veen) geen 50cc-machine voor hem bouwen. Nieto wist Derbi te overtuigen terug te keren in de wegrace, maar dat leverde ook een probleem op. Derbi kon op zo korte termijn geen drie nieuwe wegracers (50, 125 en 250 cc) maken. Nieto kwam uiteindelijk alleen in de 125cc-klasse (en één keer in de 250cc-klasse) aan de start. 
125 cc
Ángel Nieto viel in de GP van Frankrijk uit en staakte - net als alle topcoureurs - tijdens de Duitse Grand Prix. Pas tijdens de GP van Oostenrijk leek het erop dat hij partij kon bieden aan Kent Andersson. Ze reden samen het hele veld op een ronde, maar Nieto viel in de laatste ronde. Hij had tijd genoeg om zijn Derbi op te rapen en tweede te worden. Nieto won de GP des Nations nadat Andersson al in het begin van de race gevallen was. Andersson haalde het hele veld alsnog in en werd tweede. Tijdens de TT van Assen viel Nieto in achtervolging op koploper Bruno Kneubühler. Op Spa-Francorchamps won Nieto het gevecht met Andersson en Kneubühler, dat tot aan de finish duurde, maar in Zweden won Andersson onbedreigd terwijl Nieto uitviel. In de GP van Tsjecho-Slowakije stelde Andersson zijn wereldtitel al veilig, terwijl Nieto slechts zestiende werd. Nieto werd nog tweede in de GP van Joegoslavië en vijfde in de GP van Spanje, maar werd achter Andersson en Kneubühler derde in het wereldkampioenschap. 

### 1975, zesde wereldtitel
50 cc
In het seizoen 1975 legde Derbi haar race-activiteiten weer grotendeels stil, hoewel er sporadisch werd gereden in de 125- en de 250cc-klasse. Ángel Nieto maakte gebruik van het feit dat ook Van Veen stopte met racen en haar 50cc-racers te koop aanbood. Met hulp van de Spaanse motorsportbond betaalde Nieto 35.000 gulden voor een Van Veen-Kreidler. Ook Julien van Zeebroeck kocht een dergelijke racer. Officieel kon Van Veen geen monteur leveren, maar gedurende het seizoen kreeg Nieto veel hulp van zijn voormalige concurrent Jan de Vries. Eigenlijk kwam de enige concurrentie voor Nieto en Van Zeebroeck van de constructeurs van Jamathi, Martin Mijwaart en Jan Thiel, die voor meubelfabrikant Egidio Piovaticci hun machine omdoopten. Eugenio Lazzarini reed voor Piovaticci al eerder op een omgebouwde 125cc-Maico. Nadat Ángel Nieto al de GP van Spanje, de GP van Duitsland, de GP des Nations en de TT van Assen gewonnen had, hielp hij Julien van Zeebroeck om zijn thuis-Grand Prix op Spa-Francorchamps te winnen. Nieto zelfs hoefde slechts tweede te worden om zijn wereldtitel veilig te stellen. In de GP van Zweden wist Lazzarini te winnen. In de GP van Finland vergiste Lazzarini zich. Hij bouwde een voorsprong van zeven seconden op en nam daarna gas terug. Dat was niet verstandig, want Nieto kreeg hem in het vizier en klopte hem met een halve seconde verschil. In de afsluitende Joegoslavische Grand Prix viel Lazzarini uit en won Nieto zijn zesde GP van 1975. 
125 cc
Nieto vroeg al na de GP van Frankrijk, waar vooral Paolo Pileri veel indruk maakte met de 125cc-Morbidelli, om voor de rest van het seizoen ook voor Morbidelli te mogen rijden. Dat lukte niet. Wel reed hij eenmalig in de Spaanse Grand Prix met een door Jos Schurgers ontwikkelde Bridgestone, waarmee hij echter uitviel.

### 1976, zevende wereldtitel
In het seizoen 1976 traden Jan Thiel en Martin Mijwaart in dienst van Bultaco waar ze hun 50cc-Jamathi annex Piovaticci van weer een nieuw logo voorzagen. Voor de 125cc-klasse moesten ze echter een nieuwe racer ontwikkelen, en het duurde even alvorens deze ook snel en betrouwbaar was. Een van de oorzaken was dat de ontwikkeling werd vertraagd door stakingen. 
50 cc

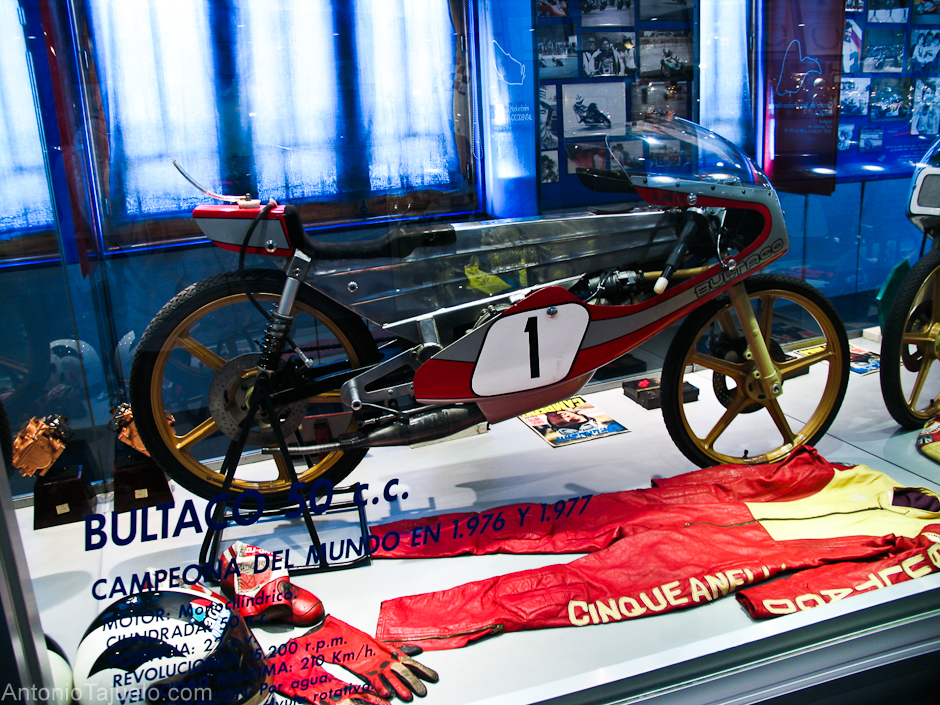
De Bultaco 50cc-TSS Mk2 werd ontwikkeld door Jan Thiel en Martin Mijwaart. Het was een echte Bultaco, met een monocoque-frame, en niet meer de Piovaticci waar in het begin van het seizoen een Bultaco-logo opgeplakt was.

Met wat feitelijk een 1975-Piovaticci was startte Ángel Nieto het seizoen 1976. Tijdens de Franse Grand Prix trainde hij als snelste, maar hij viel al in de eerste ronde toen hij de gevallen Claudio Lusuardi moest ontwijken. De GP des Nations won hij onbedreigd, maar in de GP van Joegoslavië werd hij slechts derde achter de Kreidlers van Ulrich Graf en Herbert Rittberger. Bij de TT van Assen verscheen het Van Veen-team weer ten tonele, met monteurs Jan de Vries en Jaap Voskamp die steun verleenden aan Herbert Rittberger en Nico Polane. Nieto stuurde achter koploper Rittberger aan en toen ze beiden ingehaald werden door Eugenio Lazzarini (nu ook op een Kreidler), sloot hij achter Lazzarini aan. Nieto volgde drie ronden lang met groot gemak, getuige het feit dat hij ter hoogte van de pit steeds rechtop zat en zijn duim opstak naar de Bultaco-monteurs. Toen vond hij het welletjes en hij won met ruim 18 seconden voorsprong. Op Spa-Francorchamps trainde Nieto 9 seconden sneller dan de concurrentie, maar in de race wilde de Bultaco niet goed lopen en hij werd tweede achter Rittberger. Dat maakte het seizoen wel weer spannend, want ze hadden nu allebei twee races gewonnen. In de GP van Zweden verknoeide Rittberger zijn start, maar Nieto had zijn handen vol aan Ulrich Graf, temeer omdat hij een versnelling kwijt was. Hij kon Graf in de laatste ronde passeren, terwijl Rittberger slechts vierde werd. Voor de GP van Finland had ook Julien van Zeebroeck een nieuw Van Veen-Kreidler blok gekregen. Misschien was dat een vergissing, want nadat Nieto door een schakelfout was gevallen won Van Zeebroeck, waarbij hij ook punten afsnoepte van Rittberger. Nu werd Nieto door op de Nordschleife te winnen voor de zevende keer wereldkampioen. Hij won ook de GP van Spanje. 
125 cc
In de eerste 125cc-race op de Salzburgring waren Pier Paolo Bianchi en Paolo Pileri oppermachtig met hun Morbidell's. Derde man Otello Buscherini werd met zijn Malanca derde met ruim een minuut achterstand en Ángel Nieto werd vierde met een ronde achterstand. Dat was nog niet eens zo heel slecht, want vijfde man Xaver Tschannen werd zelfs op twee ronden gereden en Werner Schmied scoorde nog een punt met drie ronden achterstand. Tijdens de GP des Nations werd Nieto derde achter de Morbidelli's, maar dat dankte hij ook aan het uitvallen van Buscherini en zijn achterstand bedroeg ruim een minuut. Pas in de GP van Joegoslavië werd de overmacht van Morbidelli minder. Nieto reed zeven ronden lang aan de leiding, maar hij kwam ten val. Pier Paolo Bianchi won zijn derde race, maar hij had slechts 7 seconden voorsprong op Henk van Kessel met zijn Condor. Tijdens de TT van Assen werden de beide Morbidelli's weer eerste en tweede, met Ángel Nieto weer met een minuut achterstand op de derde plaats. In de GP van België bleek de Bultaco van Nieto flink verbeterd te zijn. Ook was inmiddels duidelijk dat Bianchi bij Morbidelli de betere rijder was. Hij had zelfs al wereldkampioen kunnen worden, maar hij viel uit door een lekke band. Nieto kon met zijn verbeterde machine Paolo Pileri verslaan en won zijn eerste 125cc-race van het seizoen. Vanaf het erepodium van de 50cc-race, die hij gewonnen had, moest Nieto in de GP van Zweden meteen op zijn 125cc-racer stappen. Hij kon Bianchi niet verslaan, die won en werd wereldkampioen, maar Nieto wist wel Pileri voor te blijven. Door de regen werd de Nordschleife erg glad, waardoor de Duitse GP een glijpartij werd, waar o.a. Nieto, Bianchi en Gert Bender het slachtoffer werden. Pileri was door een blessure niet eens gestart, en daardoor kon Toni Mang met zijn privé-Morbidelli met een ruime voorsprong winnen. In zijn thuisrace was Nieto in gevecht met Bianchi en Van Kessel, maar hij verremde zich en zijn machine ging tegen het einde slechter lopen, waardoor Bianchi onbedreigd kon winnen.

### 1977, achtste wereldtitel
Net als in 1976 was Bultaco in het seizoen 1977 weer te laat klaar met de ontwikkeling van de 50- en 125cc-racers. In de 50cc-klasse kreeg Nieto een teamgenoot in Ricardo Tormo. 
50 cc
Bij de (natte) openingsrace van de 50cc-klasse in Hockenheim startte Nieto noodgedwongen op zijn oude machine uit 1976. Herbert Rittberger en Eugenio Lazzarini hadden van het - officieel gestopte - team van Van Veen snelle Kreidler-blokjes gekregen. Nieto zat met Rittberger en Lazzarini in de kopgroep toen hij viel, maar hij had genoeg voorsprong op Hans-Jürgen Hummel om toch nog derde te worden. In de GP des Nations moest Nieto de slecht gestarte Lazzarini en zelfs teamgenoot Tormo voor laten gaan. Tormo kon Lazzarini veel beter volgen, en werd tweede met een seconde achterstand. Nieto won zijn thuis-Grand Prix op Jarama, de GP van Joegoslavië en zelfs de TT van Assen, ondanks het feit dat Van Veen ook snelle blokken had uitgedeeld aan Juup Bosman, Stefan Dörflinger en Julien van Zeebroeck. Van Veen sneed zich echter in de vingers toen Rittberger derde werd en daarmee punten afsnoepte van Eugenio Lazzarini, die ook nog grote moeite moest doen om Dörflinger terug te verwijzen naar de vijfde plaats. Tijdens de GP van België had Van Veen orde op zaken gesteld: Rittberger leidde het grootste deel van de race, maar liet Lazzarini winnen. Nieto moest zich intussen terugvechten vanaf de zesde plaats. Daar was hij terechtgekomen omdat hij al rijdend een losgeschoten kabeltje vast moest zetten. Hij werd toch nog derde. In de laatste Grand Prix in Zweden was Nieto al vrijwel zeker van de wereldtitel. Daarom kreeg Ricardo Tormo het snelste Bultaco-blokje. Nieto hoefde slechts achter Lazzarini te finishen. Het plan werkte: Tormo leidde van start tot finish en Nieto volgde Lazzarini tot enkele ronden voor het einde. Toen passeerde hij hem om de tweede plaats te grijpen. 
125 cc
Bijna iedereen reed in 1977 met een Morbidelli en dat er zo weinig uitvallers in de deze klasse waren betekende dan ook dat de Morbidelli-productieracers erg betrouwbaar waren. Bultaco had graag meer tegenstand willen bieden, maar het duurde tot halverwege het seizoen eer Martin Mijwaart en Jan Thiel de nieuwe machines klaar hadden. In de GP van Venezuela werd veel strijd verwacht tussen Nieto en Pier Paolo Bianchi, maar toen Bianchi de pit inreed leek de spanning voorbij, tot 14 ronden voor het einde ook Nieto in de pit stopte. Een olielekkage aan zijn machine kon niet worden verholpen. Jan Thiel gaf hem opdracht voorzichtig door te rijden, omdat de olie ook op zijn achterband zat. Nieto viel daardoor terug naar de zesde plaats, maar zijn voorzichtigheid verdween snel. Hij wist vijf rijders te passeren en won alsnog, met de Bultaco uit 1976. In de GP van Oostenrijk viel Nieto uit door een losgeschoten radiatorslang. Op het snelle circuit van Hockenheim kwam de verouderde Bultaco vermogen tekort en Nieto werd slechts zesde. In Imola had Nieto hetzelfde probleem, daar werd hij vijfde. In de GP van Spanje stopte Nieto al na één ronde in de pit en in de GP van Frankrijk kon hij zich niet kwalificeren door technische problemen tijdens de trainingen. In de GP van Joegoslavië werd Nieto weliswaar tweede, maar met een achterstand van bijna 1 minuut en 14 seconden. Nieto won de TT van Assen geholpen door een val van Bianchi. In de GP van België was het gevecht tussen Nieto en Bianchi enorm spannend. Nieto viel zelfs en nam in zijn val Bianchi mee, maar beiden wisten op te staan en Bianchi passeerde de finish als eerste. Tijdens de GP van Zweden kreeg Nieto eindelijk de vernieuwde 125cc-Bultaco, maar het was te laat. Hij won de race wel, maar Bianchi had aan de tweede plaats voldoende om wereldkampioen te worden. In de GP van Finland viel Nieto uit door problemen met zijn gaskabel. Intussen was Eugenio Lazzarini met één overwinning, vijf tweede plaatsen en een derde plaats ook onbereikbaar geworden en het hele Derbi-team sloeg de Britse GP over.
250 cc
Nieto startte alleen in Venezuela in de 250cc-klasse, met een Yamaha TZ 250 die hem werd aangeboden door Andres Ippolito, de directeur van Venemotos, de Yamaha-importeur van het land. Nieto viel in de 250cc-race echter uit. 

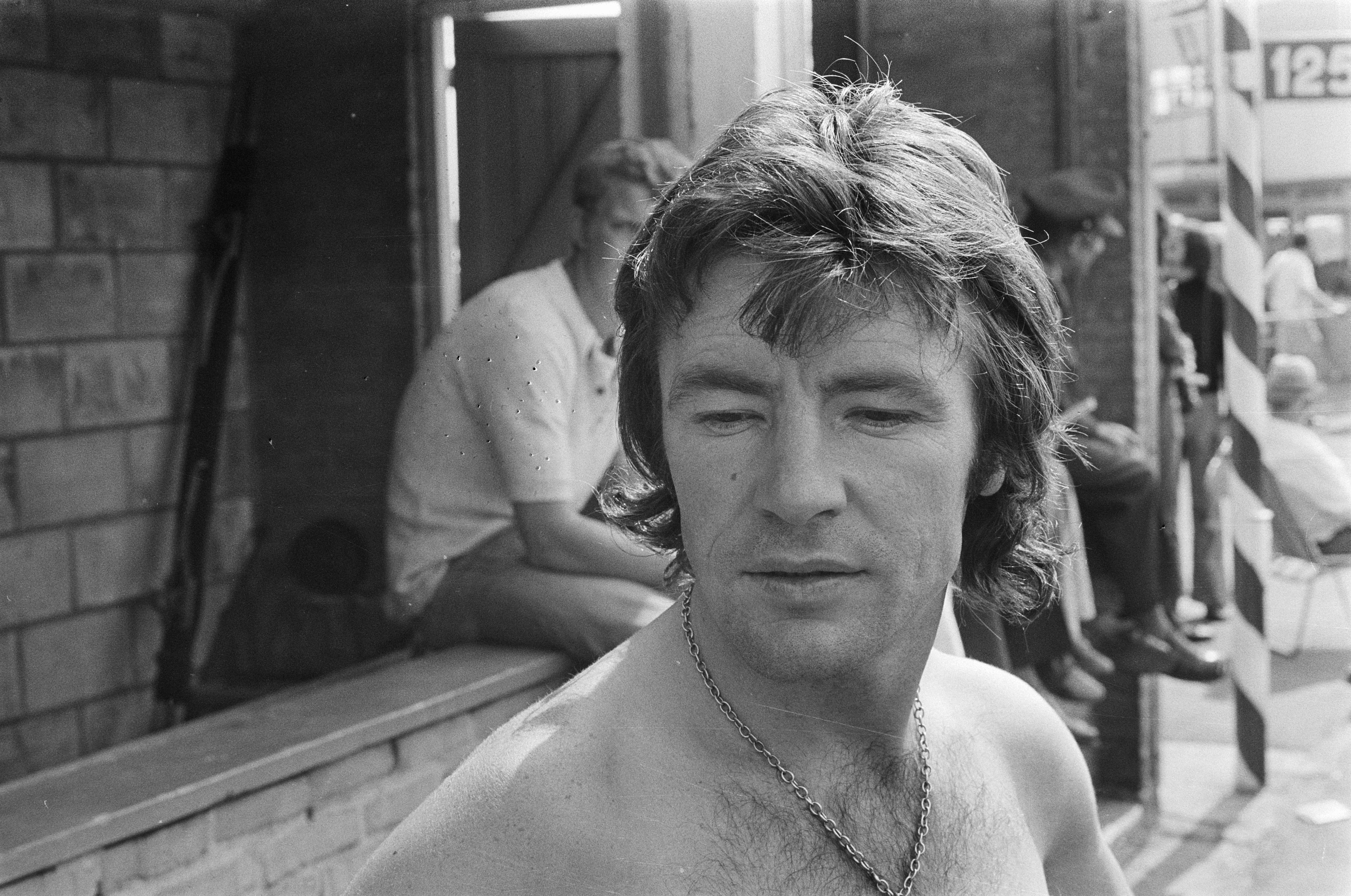
Ángel Nieto in 1978

### 1978
50 cc
In het seizoen 1978 concentreerde Ángel Nieto zich volledig op de 125cc-klasse met zijn Bultaco, terwijl Ricardo Tormo de 50cc-klasse voor zijn rekening nam. Alleen tijdens de GP van Duitsland hielp Nieto Tormo door Eugenio Lazzarini op afstand te houden. 
125 cc
Al na de eerste race, de GP van Venezuela, waarin hij uitviel, verklaarde Nieto dat het seizoen voor Bultaco verloren was. Dat kwam door het grote snelheidsverschil met de Minarelli van Pier Paolo Bianchi en de MBA van Eugenio Lazzarini. In de GP van Spanje viel Nieto opnieuw uit, maar hier won Lazzarini nadat Bianchi gevallen was. In de GP van Oostenrijk viel Nieto voor de derde keer uit en opnieuw won Lazzarini. Nieto viel ook uit in de GP van Frankrijk, waar Bianchi won voor Lazzarini. In de GP des Nations haalde Nieto voor het eerst de finish, maar hij werd slechts zevende. Tijdens de TT van Assen viel Nieto opnieuw uit en voor hem was de maat nu vol. Hij kreeg toestemming van de Spaanse motorsportbond om zijn seizoen voor te zetten in het fabrieksteam van Minarelli, waar Bianchi wel wat steun kon gebruiken in zijn gevecht met Lazzarini. Zo reed Nieto de GP van België in dienst van Bianchi en hij liet hem ook winnen. Nieto werd vlak achter Bianchi tweede. In de GP van Zweden was Nieto duidelijk sneller dan Lazzarini. Hij had zelfs een tijdje Thierry Espié opgehouden zodat Bianchi weg kon lopen, maar daarna dichtte hij het gat met Bianchi en finishte slechts 0,1 seconde achter hem. In de GP van Finland liep Bianchi bij een val een gecompliceerde beenbreuk op, die het einde van het seizoen voor hem betekende. Nieto won deze race, maar ook alle volgende: de Britse Grand Prix, de Duitse Grand Prix en de Joegoslavische Grand Prix. Hij kon Lazzarini niet meer passeren in de eindstand, maar werd wel nog tweede. 
250 cc
Sporadisch reed Nieto ook in 1978 met een 250cc-Yamaha, zonder succes. In Venezuela werd hij dertiende, in Spanje vijftiende en in Italië kwalificeerde hij zich niet. 

### 1979, negende wereldtitel
125 cc
Na het succes in het tweede deel van het seizoen 1978 werden de rollen bij Minarelli in het seizoen 1979 omgedraaid: Pier Paolo Bianchi reed in dienst van Ángel Nieto. Die won de eerste zeven races en was na de TT van Assen al bijna zeker van de wereldtitel, maar hij nam deel aan de boycot van de Belgische Grand Prix en raakte daarna tijdens de Grand Prix van Portugal (toen nog een internationale race zonder WK-status) geblesseerd en werd in het ziekenhuis opgenomen. Zijn belangrijkste belager Thierry Espié was in Assen geblesseerd geraakt en daarom kon Maurizio Massimiani zeer theoretisch nog kampioen worden. Toen Massimiani tijdens de Grand Prix van Zweden in de vijftiende ronde van zijn motorfiets werd gereden door Walter Koschine was de wereldtitel voor Nieto definitief. Nieto hoorde ervan in een Portugees ziekenhuis, terwijl zijn manager/hoofdconstructeur Jörg Möller, diens vrouw en chefmonteur Daniële Battaglia alle drie met een voedselvergiftiging in een Bolgonees ziekenhuis lagen. Nieto moest noodgedwongen drie wedstrijden overslaan, maar in de Britse Grand Prix scoorde hij zijn 59e overwinning. De 60e wilde hij graag in Frankrijk vieren, en daarom sloeg hij de Grand Prix van Tsjecho-Slowakije over, maar dat plan mislukte omdat hij in Frankrijk in de voorlaatste ronde viel en als vijftiende werd geklasseerd. 

### 1980
In het seizoen 1980 vertrok Pier Paolo Bianchi naar MBA, en Nieto vroeg Minarelli om Jan Thiel en Martin Mijwaart als constructeurs aan te trekken. De plaats van Bianchi werd bij Minarelli ingenomen door Loris Reggiani. 
125 cc
In de GP des Nations werd Nieto slechts vijfde, onder meer omdat hij problemen had met zijn helm. In de GP van Spanje viel hij door een vastloper. In de GP van Frankrijk behaalde Ángel Nieto zijn 60e overwinning, zoals hij dat eigenlijk al negen maanden eerder had willen doen. Intussen had hij in Guy Bertin (Motobécane) een onverwachte tegenstander gekregen, naast Pier Paolo Bianchi (MBA). Bertin leidde in Frankrijk zelfs, tot zijn schakelpedaal afbrak. Bertin won de GP van Joegoslavië, waar Nieto uitviel door problemen met zijn versnellingsbak. Nieto won de TT van Assen voor Bertin, Reggiani en Bianchi, een uitslag die in de GP van België exact hetzelfde was. Nieto won de GP van Finland voor Bianchi, terwijl Reggiani viel en Bertin stopte met versnellingsbakproblemen. In de Britse GP vocht Nieto met Bertin om de leiding, maar hij kreeg opnieuw schakelproblemen en viel uit. Bertin had een ruime voorsprong, maar remde zichzelf onderuit, waardoor Reggiani kon winnen voor Bruno Kneubühler en Pier Paolo Bianchi. In de GP van Tsjecho-Slowakije zetten zowel MBA als Minarelli alles op alles om hun kansen te vergroten. Minarelli gaf een fabrieksracer aan 500cc-coureur Maurizio Massimiani en MBA gaf Guy Bertin een 250cc-machine om hem te motiveren om in de 125cc-race Nieto, Reggiani en Massimiani voor te blijven. Reggiani viel echter al vroeg uit, en Nieto schakelde zichzelf uit toen hij probeerde al rijdend zijn carburateurafstelling te wijzigen en daarbij de hele carburateur los trok. Toen was Bianchi zeker van zijn wereldtitel. Bertin won de race voor Massimiani. In de Duitse Grand Prix ging het wel nog om de constructeurstitel. Om die te winnen moest Minarelli een machine vóór een MBA over de streep zien te krijgen en daarom kreeg Massimiani opnieuw een 125cc-racer. Guy Bertin won zijn tweede race, maar Nieto bracht zijn Minarelli als tweede over de streep en greep de constructeurstitel voor Minarelli. 

### 1981, tiende wereldtitel
125 cc
Al in de eerste race van het seizoen 1981  werd duidelijk dat het Minarelli-team stalorders had. Loris Reggiani moest achter Ángel Nieto blijven en dat zou hij ook het hele seizoen doen. Andere coureurs konden alleen winnen als Minarelli tegenslag had, zoals Guy Bertin in Imola, toen Nieto was gevallen, en Ricardo Tormo in Anderstorp, toen Nieto op het strand van Ibiza lag. Al in de GP van Argentinië waren de Minarelli's zo oppermachtig dat Nieto en Reggiani elkaar bij het passeren van de hoofdtribune enkele malen een hand gaven. Toen Nieto met brandstoftekort kampte en zijn machine op één cilinder ging lopen bleef Reggiani braaf achter hem en ze werden eerste en tweede. Pier Paolo Bianchi (MBA) werd slechts vijfde achter Jacques Bolle (Motobécane) en de lokale coureur Willy Pérez (MBA). Ook in de GP van Oostenrijk werden de Minarelli's eerste en tweede, maar Reggiani moest wel meer moeite doen om Bianchi te verslaan. In de GP van Duitsland lieten Nieto en Reggiani de lokale rijder Gert Bender met zijn zelfbouw Bender uit beleefdheid een ronde leiden, maar daarna gaven ze echt gas. Nieto reed onbedreigd naar de overwinning, maar Reggiani viel uit, net als concurrent Bianchi. Nieto viel al in de eerste ronde van de GP des Nations, maar kon zijn weg vervolgen. Hij moest wel een inhaalrace rijden, maar had het geluk dat de meeste rijders die op het moment van de val achter hem reden, ook tijd hadden verloren. Hij werkte zich op naar de vierde plaats. Reggiani werd tweede achter Guy Bertin, wiens Sanvenero voor het eerst heel bleef. In de Franse Grand Prix reden Nieto en Bertin al snel weg van de rest, maar Nieto probeerde het tempo laag te houden om Reggiani aan te laten sluiten. Toen dat niet lukte passeerde hij Bertin en won met een ruime voorsprong. De Spaanse GP was erg spannend, met een zesmans kopgroep die tegen het einde last van bandenslijtage kreeg. Nieto wist nipt te winnen voor Iván Pallazese en Pier Paolo Bianchi. In de GP van Joegoslavië viel Nieto al vroeg in de race, naar eigen zeggen door gebrek aan concentratie. Loris Reggiani beperkte de schade door de race te winnen voor Pier Paolo Bianchi. De TT van Assen kende aanvankelijk een grote kopgroep, maar Nieto en Reggiani (met een gebroken teen), wisten het pleit toch in hun voordeel te beslissen. Met veertig punten voorsprong op Bianchi kon Nieto het zich wel veroorloven om Loris Reggiani een overwinning in zijn thuis-Grand Prix in Imola te gunnen. Hij probeerde de rest van het veld af te remmen zodat Reggiani weg kon lopen, maar dat lukte niet helemaal omdat Maurizio Vitali, Iván Palazzese, Pier Paolo Bianchi en Guy Bertin voorbij glipten. Nieto besloot toen maar de leiding te nemen en Reggiani op sleeptouw te nemen. Reggiani won inderdaad, maar Bianchi finishte maar 20 meter achter Nieto. Intussen was Reggiani de enige die Nieto (theoretisch) nog van de wereldtitel kon afhouden. Nieto werd eigenlijk wereldkampioen 125 cc tijdens de 250cc-race in de Britse Grand Prix toen Reggiani door een valpartij een vinger brak, waardoor hij niet in de 125cc-race kon starten. Nieto won wel de 125cc-race. In Imatra wilde Bianchi profiteren van de afwezigheid van de geblesseerde Reggiani en hij ging met Nieto in gevecht, maar viel uit. Tijdens de GP van Zweden was Nieto al op vakantie, maar Reggiani moest starten om zijn tweede plaats in het WK zeker te stellen. Hij hoefde slechts achtste te worden als Bianchi zou winnen. Op de natte baan kon Bianchi ook niet goed uit de voeten. De race werd gewonnen door het Sanvenero-team, met Ricardo Tormo op de eerste en Guy Bertin op de tweede plaats. Bianchi werd slechts vierde en Reggiani werd vijfde. 
250 cc
Ángel Nieto startte enkele malen met een Siroko-Rotax, maar dat leverde alleen een vijfde plaats in de Duitse Grand Prix op.

### 1982, elfde wereldtitel
Minarelli zette in het seizoen 1982 geen fabrieksteam meer in, maar had nog steeds de snelle 125cc-racers die in 1981 wereldkampioen waren geworden. Ángel Nieto besloot de machines in te zetten en kreeg hulp van Jan Thiel, die ook zijn 250cc-Siroko-Rotax zou gaan onderhouden. Uiteindelijk werd Minarelli gekocht door Garelli, waardoor Nieto op dezelfde machines met een ander logo reed. Voormalig teamgenoot Loris Reggiani ging naar het 500cc-team van Roberto Gallina en werd vervangen door Eugenio Lazzarini. Voormalig concurrent Pier Paolo Bianchi ging naar Sanvenero. Zijn MBA werd verkocht aan Iván Pallazese. 
125 cc
Ángel Nieto won zonder noemenswaardige tegenstand de GP van Argentinië. In de GP van Oostenrijk liet hij stalgenoot Lazzarini voorgaan, omdat die in Argentinië slechts drie punten had gescoord. Lazzarini viel met technische problemen uit en Nieto won de race zelf. De GP van Frankrijk werd door de belangrijkste teams én coureurs geboycot wegens het slechte asfalt, gebrekkige sanitaire voorzieningen, te weinig stroom- en waterpunten en een te klein rennerskwartier. De sportcommissie van de FIM deelde hoge boetes uit aan een aantal coureurs, waaronder Nieto (10.000 Zwitserse frank en 2 maanden voorwaardelijke schorsing voor het weigeren te starten en 3.000 Zwitserse frank voor onbeschoft gedrag t.o.v. juryleden, de organisatie en andere coureurs die wél wilden starten.) Alle straffen werden later kwijtgescholden, maar voor Nieto bleef 1.000 Zwitserse frank staan wegens onbeschoft gedrag tegenover zijn collega's. Tijdens de GP van Spanje zorgde Nieto ervoor dat de race spannender leek dan hij was. Hij liet eerst Iván Palazzese de leiding nemen en daarna Pier Paolo Bianchi. Die viel echter uit en Nieto stuurde teamgenoot Lazzarini naar voren, die hij op de eindstreep met 0,2 seconde verschil versloeg. In de GP des Nations leek Bianchi duidelijk de snelste. Hij leek te gaan winnen maar viel over een oliespoor, waardoor Maurizio Vitali en Ángel Nieto hem passeerden. Nieto leek niet te kunnen winnen, maar Vitali viel stil door een gebroken krukas. In de TT van Assen hield Lazzarini zich niet aan de stalorders. In eerste instantie lieten Lazzarini en Nieto de race weer spannend lijken door August Auinger een tijdje op kop te laten rijden. Uiteindelijk gingen ze er samen vandoor, maar Lazzarini probeerde te winnen en dwong Nieto de snelste ronde te rijden om te winnen. Het leverde hem na de race een woede-uitbarsting van Nieto op. In de GP van België leek Nieto aanvankelijk genoegen te nemen met een vierde plaats in de kopgroep, maar tegen het einde van de race kreeg hij bandenproblemen en kon hij Ricardo Tormo, Eugenio Lazzarini, Pier Paolo Bianchi en Hans Müller niet meer achterhalen. Nieto weet het aan een "off day". In de GP van Joegoslavië leken de bandenproblemen toch wel een probleem te worden, want nu moest Nieto genoegen nemen met de derde plaats. In de Britse Grand Prix won Nieto weer, maar hij stak zijn handen bijna te vroeg in de lucht, waardoor Ricardo Tormo hem tot een honderdste seconde wist te naderen. De wereldtitel voor Garelli was nu zeker, want Sanvenero-rijder Bianchi kon maximaal nog tot 104 punten komen, terwijl Nieto al 106 punten had. Alleen teamgenoot Lazzarini kon theoretisch nog winnen, maar die kon op maximaal 107 punten komen. Nieto had dus nog maar één punt nodig en verklaarde alvast dat hij na de GP van Zweden weer op vakantie zou gaan. In Zweden deed Nieto het rustig aan. Hij beëindigde de race als zesde en dat was ruim voldoende voor de wereldtitel, temeer omdat Lazzarini door een loszittende swingarm Iván Palazzese niet kon verslaan. Nieto ging inderdaad op vakantie en zijn machine werd in de laatste twee GP's ter beschikking gesteld aan Maurizio Vitali.
500 cc
Op de veertiende startplaats van de 500cc-race in Jarama stond Ángel Nieto met de reserve-Honda NS 500 van Marco Lucchinelli. Deze (eenmalige) geste van Honda had Nieto te danken aan koning Juan Carlos, die ervoor zorgde dat de Spaanse importbeperkingen op Honda-motorfietsen werden opgeheven. In de race kwam Nieto ten val, waaraan hij een gekneusde rib en rugklachten overhield. 

### 1983, twaalfde wereldtitel
125 cc
In de GP van Frankrijk startte Nieto slecht en in zijn ijver om naar voren te komen viel hij al in de tweede ronde. In de GP des Nations reden Nieto en teamgenoot Lazzarini vrij eenvoudig naar de eerste twee plaatsen. Aanvankelijk reden ze samen, maar tegen het einde verbeterde Nieto het ronderecord met drie seconden. In de Duitse Grand Prix kenden Nieto en Lazzarini ook weinig problemen. Maurizio Vitali (MBA) mocht lang op kop rijden, maar vier ronden voor het einde nam Nieto het over en won voor Lazzarini. Ook in de GP van Spanje wachtte Nieto tot vier ronden voor het einde. Toen reed hij samen met Lazzarini weg van de concurrentie. De start van de 125cc-race in de GP van Oostenrijk werd verlaat door het uitlopen van de 250cc-race, maar Hugo Vignetti en Ricardo Tormo meldden zich te laat voor de opwarmronden en werden uitgesloten. Daarop organiseerde Ángel Nieto een rijdersstaking, waardoor de organisatie uiteindelijk besloot Vignetti en Tormo toch toe te laten. Door alle commotie had Nieto waarschijnlijk geen zin in zijn gewoonlijke spel: tegenstanders een halve race de indruk geven dat ze een kans hadden om vervolgens samen met Eugenio Lazzarini weg te rijden. Dit keer vertrokken de Garelli-rijders meteen, waardoor er alleen spanning was in de strijd om de derde plaats. In de training van de GP van Joegoslavië liep Lazzarini een gebroken rib en een hersenschudding op. Hij werd vervangen door Fausto Gresini. Die nam in de race na een paar ronden de leiding. Hij werd echter bedreigd door Bruno Kneubühler en Maurizio Vitali, riskeerde te veel en viel. Dat gebeurde vier ronden voor het einde ook met Nieto, waardoor Garelli puntloos bleef. Bij de TT van Assen was Lazzarini weer fit, maar hij startte slecht. Nieto voerde zijn bekende toneelstukje op: hij reed op kop en bepaalde wanneer Kneubühler de leiding even mocht overnemen. Dat kostte tijd, waardoor Johnny Wickström en Gerhard Waibel aansluiting vonden. Nieto wachtte op het verschijnen van Lazzarini, onwetend over diens slechte start. Toen Lazzarini niet op kwam dagen probeerde Nieto om Ricardo Tormo op de tweede plaats te krijgen, omdat die in de stand om het wereldkampioenschap minder gevaarlijk was dan Bruno Kneubühler. Nieto's machine begon vijf ronden voor het einde slechter te lopen, maar hij wist Tormo nipt voor te blijven. Volgens Tormo was dat opzet: Hij wilde zijn 50cc-contract met Garelli niet in gevaar brengen door Nieto te verslaan. In de GP van België startten beide Garelli's slecht, maar Lazzarini had wat minder moeite om zich naar voren te werken en won de race vóór Ángel Nieto. In de training van de Britse Grand Prix blesseerde Lazzarini zich opnieuw, waardoor hij niet kon starten. Voor Ángel Nieto betekende dit dat hij aan de derde plaats genoeg zou hebben om weer wereldkampioen te worden. Nieto had opnieuw een slechte start, maar vond toch aansluiting met de kopgroep en won de race. Nieto arriveerde een dag te laat voor de GP van Zweden, waardoor hij de droge training miste en zich niet meer kon kwalificeren voor de race. In de GP van San Marino ging het erom dat Nieto en Gresini de constructeurstitel voor Garelli zeker stelden. Gresini viel echter uit door een afgelopen ketting en Nieto viel door een vastloper, waardoor die titel naar MBA ging. 
250 cc
Nieto startte het seizoen 1983 met een Rotax ook in de 250cc-klasse, maar na twee keer uitvallen kreeg hij via de Spaanse importeur van Yamaha een Yamaha TZ 250. Nieto kon echter niet alles geven in de 250cc-klasse, omdat hij zich niet mocht blesseren. Hij werd immers betaald door Garelli, dat Jan Thiel wel toestond de Yamaha van Nieto sneller te maken. Het leidde tot een vierde startplaats in de Grand Prix van Oostenrijk, maar Nieto haalde geen enkele maal de finish. 

### 1984, dertiende wereldtitel
In het seizoen 1984 begon Jan Thiel met de ontwikkeling van de 250cc-racer voor Ángel Nieto, die om aan het gevoel te wennen alvast enkele races met een 250cc-Cobas-Rotax reed. Een overstap van Nieto naar de 250cc-klasse in 1985 zou Eugenio Lazzarini verlossen van zijn dienende rol in de 125cc-klasse. 
125 cc
De overmacht van Nieto in de openingsrace van het seizoen 1984 (de GP des Nations in Misano) was enorm. Hij trainde zoals gebruikelijk slecht (tiende) en leverde na de opwarmronde zijn beste machine defect in. Met zijn reservemachine reed hij naar de kopgroep die bestond uit Maurizio Vitali en Eugenio Lazzarini, die moeite had om het tempo te volgen. Eenmaal aan de leiding begon de "Nieto-show". Hij ging steeds rechtop zitten om te kijken waar Lazzarini bleef en wisselde voortdurend van positie met Vitali om het tempo laag te houden, waarbij hij probeerde om Lazzarini in zijn windschaduw mee te slepen. Dat lukte echter niet en halverwege de race ging Nieto er alleen vandoor. Tegen het einde deed hij het rustiger aan waardoor Vitali en Lazzarini wat dichterbij kwamen. In de Spaanse Grand Prix moest Nieto na weer een slechte start een inhaalrace rijden, maar toen hij de kopgroep eenmaal ingehaald had leverde hij weer een schijngevecht met Lazzarini, waarvan de uitkomst van tevoren bekend was: Nieto finishte vlak voor Lazzarini. Nadat Lazzarini zich in de Italiaanse pers negatief had uitgelaten over zijn gedwongen knechtenrol bij Garelli, probeerde Jan Thiel de zaak te sussen door in de GP van Duitsland nieuwe stalorders uit te vaardigen: Nieto moest er alles aan doen om Lazzarini te laten winnen. Nieto startte dus rustig in liet Lazzarini achter de leidende Vitali aanjagen. Vitali liep echter steeds verder uit en Nieto was gedwongen hem zelf in te halen. Vitali viel in de zesde ronde, maar nu werd Lazzarini gepasseerd door Luca Cadalora en bedreigd door Fausto Gresini en August Auinger. Nieto gaf met handgebaren richting de pit aan dat hij niet wist wat te doen. Uiteindelijk nam hij zelf de leiding over en toen Lazzarini niet voorbij Cadalora kwam greep Nieto zelf de winst. Daarmee was Lazzarini echter wel de mond gesnoerd: zelfs met alle hulp van Nieto kon hij niet winnen. In de GP van Frankrijk bestond de kopgroep uit vier man: de Garelli-rijders Nieto, Lazzarini en Gresini en August Auinger (MBA). Nieto sleepte zijn teamgenoten mee, maar Gresini kon niet volgen en daarom werd Auinger derde. In de TT van Assen werd Ángel Nieto weer de regisseur die gedurende de hele race zijn teamgenoten aanwijzingen gaf, waardoor al duidelijk was dat hij de race met groot gemak zou kunnen winnen. Gresini kwam ten val, maar Nieto won vóór Lazzarini. In de Britse Grand Prix kreeg Nieto steun van zijn collega's toen hij na de opwarmronde terugkeerde met een afgebroken clip-on. De andere rijders probeerden de start uit te stellen en Chas Mortimer overtuigde uiteindelijk wedstrijdleider Vernon Cooper. In de race zat Nieto weer vaak achterom te kijken om Gresini en Lazzarini aanwijzingen te geven, zodat ze in zijn slipstream de achtervolging op August Auinger in konden zetten. Uiteindelijk voerde Nieto zelf de druk op Auinger zo hoog op dat die viel. Nu probeerde hij Gresini en Lazzarini mee te slepen, maar die laatste was verdwenen door een defecte ontsteking. Gresini werd echter nog ingerekend door Jean-Claude Selini. Door het uitvallen van Lazzarini haalde Nieto nu al zijn dertiende wereldtitel binnen. Zoals gebruikelijk maakte hij het seizoen niet verder af, maar ging hij op vakantie naar Ibiza. Wel keerde hij terug voor de GP van San Marino, waar hij zijn 90e WK-overwinning wilde binnenslepen. Het werd een kostbare race, want in de vijfde ronde viel hij hard. Hij brak een voet en een pols en dat kostte hem een groot deel van het seizoen 1985. 
250 cc
In de 250cc-race in Misano viel Nieto uit met de JJ-Cobas. Wellicht was de machine nog niet erg betrouwbaar, want beide andere rijders, Carlos Cardús en Sito Pons, vielen ook uit. Hetzelfde gebeurde in de Spaanse Grand Prix en daarna stopte Nieto voorlopig met de 250cc-klasse.

### 1985
Het seizoen 1985 ging grotendeels verloren door de hardnekkige pols- en voetblessure van Ángel Nieto en het mislukken van het 250cc-project van Garelli. Pas op 29 juni, negen maanden na zijn ongeval in Imola, kwam Nieto weer aan de start van een race. Omdat hij nog niet helemaal fit was en ook teamgenoot Maurizio Vitali geblesseerd was, kwam het Garelli 250cc-team niet naar de TT van Assen, maar Nieto wilde zijn fitheid testen en kreeg van Derbi toestemming om hun fabrieksrijders Jorge Martínez en Manuel Herreros in de 80cc-race te ondersteunen. Na zijn goede prestaties met de 80cc-Derbi besloten Nieto en Garelli uit elkaar te gaan. Een terugkeer naar de 125cc-klasse was niet mogelijk, want die werd nu gesponsord door de Federazione Motociclistica Italiana, die dat speciaal deed om jonge Italiaanse coureurs te helpen. 
80 cc
Met de 80cc-Derbi reed Nieto in Assen de vierde trainingstijd, sneller dan de officiële fabriekscoureur Manuel Herreros. In de natte race viel zijn machine stil door vochtproblemen. In de GP van Frankrijk kon Derbi alle hulp gebruiken om Krauser-coureur Stefan Dörflinger van de wereldtitel af te houden. Met nog twee races te gaan had deze twaalf punten voorsprong op Martínez. Nieto werd opnieuw ter ondersteuning opgeroepen, maar startte net als Martínez erg slecht. Herreros lag op kop, maar viel onder druk van Dörflinger. Toen Martínez ook nog viel kon Dörflinger wereldkampioen worden zelfs als hij slechts zevende werd. Hij maakte zich dan ook niet druk om het feit dat Nieto de wedstrijd won. In de GP van San Marino viel Nieto uit. 

### 1986
In het seizoen 1986 werd Ángel Nieto gesponsord door het sigarettenmerk Ducados, dat in de 80cc-klasse het Derbi-fabrieksteam steunde en in de 125cc-klasse het semi-fabrieksteam van MBA. In de 80cc-klasse waren zijn teamgenoten Jorge Martínez en Manuel Herreros, in de 125cc-klasse Domenico Brigaglia en Andres Sanchéz. 
80 cc
Al in de Grand Prix van Spanje waren de Derbi-rijders oppermachtig. Martínez, Nieto en Herreros finishten in deze volgorde binnen negen seconden van elkaar, Pier Paolo Bianchi (Seel) werd vierde met ruim een halve minuut achterstand. In de GP des Nations was het ontbreken van stalorders bij Derbi een gemis. Nu vochten Martínez en Nieto zo hard om de leiding van Nieto ten val kwam en Stefan Dörflinger (Krauser) de overwinning kon grijpen. In de GP des Nations had Derbi wel stalorders uitgevaardigd. Martínez viel uit door een defecte ontsteking, waardoor Herreros aan de leiding kwam. Die probeerde Dörflinger zoveel mogelijk af te houden, maar toen Nieto door vermogensverlies niet kon volgen ging hij voor zijn eigen kansen en won. Nieto werd vierde. In de GP van Oostenrijk werd Nieto slechts achtste, terwijl Martínez en Herreros eerste en tweede werden. In de GP van Joegoslavië moest Nieto zich na een slechte start naar voren vechten, maar hij kwam slechts tot de vierde plaats in de race, die weer door Martínez gewonnen werd. In de TT van Assen herhaalde dit scenario zich: Nieto werd vierde na opnieuw een slechte start, Martínez won zijn vierde race op rij. In de tussenstand van het WK, dat nu over de helft was, had Martínez nu al 72 punten, Herreros 59 punten en Nieto 39 punten. In de Britse Grand Prix werd Nieto al in de eerste ronde onderuit gereden door de vallende Josef Fischer. In de GP van San Marino werd Nieto vijfde. Jorge Martínez werd tweede, maar dat was genoeg om wereldkampioen te worden. Een dag voor de Prijs van Baden-Württemberg maakte Nieto bekend dat hij zijn carrière zou beëindigen. Daarop besloot het management van Derbi om alles in het werk te stellen om hem zijn laatste race te laten winnen, maar dat zou niet makkelijk zijn nu de fabrieks-Krausers veel sterker waren dan in het begin van het seizoen. Bovendien kreeg Gerhard Waibel nu ook een fabrieks-Krauser. Nieto leek tweede te worden achter Waibel, maar in de laatste ronde viel hij stil met een gebroken drijfstang. Hij beëindigde het wereldkampioenschap 80 cc op de zevende plaats. 
125 cc
In de openingsrace, de Grand Prix van Spanje, viel Nieto uit door een vastloper. Brigaglia werd tweede en Sanchéz slechts achtste. In de GP des Nations beschuldigde Nieto Luca Cadalora (Garelli) ervan hem te hebben afgehouden, maar hij had zelf ook een aantal gevaarlijke acties uitgevoerd om Cadalora te hinderen. Cadalora's teamgenoot Fausto Gresini won de race, Nieto werd tweede. In de GP van Duitsland was MBA kansloos tegen het Garelli-team. Nieto en Brigaglia vielen beiden uit, Sanchéz werd op een ronde achterstand geklasseerd. Ook in Oostenrijk haalde Nieto de finish niet. In de TT van Assen eindigde hij als tiende. In de GP van België viel hij na een ronde uit door een defecte ontsteking en in de GP van Frankrijk werd hij negende. In de Britse Grand Prix viel hij uit en de GP van Zweden sloeg hij over, zoals hij al vier jaar deed. In Baden-Württemberg viel hij net als in de 80cc-race uit. 

## Post-actieve periode
In 1987 kreeg Ángel Nieto zijn eigen raceteam: Team Ducados Ángel Nieto, met Carlos Cardús op een Honda NSR 250, Jorge Martínez en Manuel Herreros op 80cc-Derbi's. In oktober 1988 werd het team ontbonden. In 1998 werd Nieto manager van het Vía Digital Team, waarbij Emilio Alzamora in het seizoen 1999 wereldkampioen 125 cc werd. Nieto legde zich daarna onder meer toe op zijn werk als tv-commentator, tot 2016. 

## Privéleven
Ángel trouwde in 1975 met Pepa Aguilar. Ze kregen twee zoons: Ángel jr. ("Gelete") (1976) en Pablo (1980). Na zijn scheiding van Pepa trouwde Ángel in 1990 met Belinda Alonso, met wie hij zijn derde zoon Hugo kreeg. Ángel Nieto was de oom van de coureur Fonsi Nieto. 

## Overlijden
Op 26 juli 2017 werd Nieto rijdend op een quad door een auto aangereden. Hij werd met hersentrauma naar het ziekenhuis overgebracht, waar hij ruim een week later aan zijn verwondingen overleed. 

## Eerbetoon
In 2000 werd Ángel Nieto opgenomen in de MotoGP Hall of Fame.

## Wereldkampioenschap wegrace resultaten
(Races in vet zijn pole-positions; races in cursief geven de snelste ronde aan)
Puntentelling t/m 1968
De eerste zes finishers kregen punten, maar niet alle resultaten telden mee. Men moest het aantal GP's halveren en er daar één bij optellen. Bij een oneven aantal GP's werd er eerst één opgeteld en daarna werd het aantal gehalveerd. 
|         | 1e | 2e | 3e | 4e | 5e | 6e |
| Punten: | 8  | 6  | 4  | 3  | 2  | 1  |

Puntentelling vanaf 1969
In 1969 kwam er een nieuwe puntentelling. Nu kregen de eerste tien finishers punten, maar niet alle resultaten telden mee. Men moest het aantal GP's halveren en er daar één bij optellen. Bij een oneven aantal GP's werd er eerst één opgeteld en daarna werd het aantal gehalveerd. Vanaf het seizoen 1977 telden alle resultaten mee.
|         | 1e | 2e | 3e | 4e | 5e | 6e | 7e | 8e | 9e | 10e |
| Punten: | 15 | 12 | 10 | 8  | 6  | 5  | 4  | 3  | 2  | 1   |

| Jaar | Klasse | Merk              | 1       | 2       | 3          | 4       | 5          | 6       | 7                       | 8                       | 9                       | 10                      | 11                      | 12                      | 13                      | 14    | Punten   | Plaats | Overwinningen |                                         | Wereldkampioen              |
| ---- | ------ | ----------------- | ------- | ------- | ---------- | ------- | ---------- | ------- | ----------------------- | ----------------------- | ----------------------- | ----------------------- | ----------------------- | ----------------------- | ----------------------- | ----- | -------- | ------ | ------------- | --------------------------------------- | --------------------------- |
| 1964 | 50 cc  | Derbi             | VST -   | SPA 5   | FRA -      | IOM -   | NED -      | BEL -   | DUI -                   |                         |                         | FIN -                   |                         |                         |                         |       | 2        | 10e    | 0             |                                         | Hugh Anderson, Suzuki RM 64 |
| 1965 | 50 cc  | Derbi             | VST -   | DUI 5   | SPA DNF    | FRA -   | IOM -      | NED -   | BEL -                   |                         |                         |                         |                         |                         | JAP -                   |       | 2        | 12e    | 0             | Ralph Bryans, Honda RC 114/RC 115       |                             |
| 1965 | 125 cc | Derbi             | VST -   | DUI -   | SPA DNF    | FRA -   | IOM -      | NED -   |                         | DDR -                   | TSL -                   | ULS -                   | FIN -                   | NAT -                   | JAP -                   |       | 0        | -      | 0             | Hugh Anderson, Suzuki RS 65/RT 65       |                             |
| 1966 | 50 cc  | Derbi             | SPA 5   | DUI -   |            | NED -   |            |         |                         |                         |                         | IOM -                   | NAT -                   | JAP -                   |                         |       | 2        | 9e     | 0             | Hans Georg Anscheidt, Suzuki RT 66      |                             |
| 1967 | 50 cc  | Derbi             | SPA 6   | DUI -   | FRA 5      | IOM -   | NED 2      | BEL 4   |                         |                         |                         |                         |                         |                         | JAP -                   |       | 12       | 4e     | 0             | Hans Georg Anscheidt, Suzuki RK 67      |                             |
| 1967 | 125 cc | Derbi             | SPA DNF | DUI -   | FRA -      | IOM -   | NED -      | BEL -   | DDR -                   | TSL -                   | FIN -                   | ULS -                   | NAT -                   | CAN -                   | JAP -                   |       | 0        | -      | 0             | Bill Ivy, Yamaha RA 31                  |                             |
| 1968 | 50 cc  | Derbi             | DUI DNF | SPA 2   | IOM DNF    | NED -   | BEL 3      |         |                         |                         |                         |                         |                         |                         |                         |       | 10       | 4e     | 0             | Hans Georg Anscheidt, Suzuki RK 67      |                             |
| 1968 | 125 cc | Derbi             | DUI 7   | SPA -   | IOM -      | NED -   |            | DDR -   | TSL -                   | FIN -                   | ULS -                   | NAT -                   |                         |                         |                         |       | 0        | -      | 0             | Phil Read, Yamaha RA 31 A               |                             |
| 1969 | 50 cc  | Derbi             | SPA 2   | DUI DNF | FRA 2      |         | NED DNF    | BEL DNF | DDR 1                   | TSL 3                   |                         | ULS 1                   | NAT DNF                 | ADR 2                   |                         |       | 76       | 1e     | 2             | Ángel Nieto, Derbi GP 50                |                             |
| 1969 | 125 cc | Derbi             | SPA DNF | DUI -   | FRA -      | IOM -   | NED -      | BEL -   | DDR -                   | TSL -                   | FIN -                   |                         | NAT -                   | ADR -                   |                         |       | 0        | -      | 0             | Dave Simmonds, Kawasaki KA-1            |                             |
| 1970 | 50 cc  | Derbi             | DUI 1   | FRA 1   | ADR 1      |         | NED 1      | BEL 2   | DDR 3                   | TSL -                   |                         | ULS 1                   | NAT DNF                 | SPA 4                   |                         |       | 87 (105) | 1e     | 5             | Ángel Nieto, Derbi GP 50                |                             |
| 1970 | 125 cc | Derbi             | DUI 13  | FRA DNF | ADR 2      | IOM -   | NED 14     | BEL 1   | DDR 1                   | TSL -                   | FIN DNF                 |                         | NAT 1                   | SPA 1                   |                         |       | 72       | 2e     | 4             | Dieter Braun, Suzuki RT 67              |                             |
| 1971 | 50 cc  | Derbi             | OOS 2   | DUI 3   |            | NED 1   | BEL 3      | DDR 1   | TSL DNF                 | ZWE 1                   |                         |                         | NAT 2                   | SPA DNF                 |                         |       | 69 (89)  | 2e     | 3             | Jan de Vries, Van Veen-Kreidler         |                             |
| 1971 | 125 cc | Derbi             | OOS 1   | DUI DNF | IOM -      | NED 1   | BEL DNF    | DDR 1   | TSL 1                   | ZWE DNF                 | FIN DNF                 |                         | NAT 2                   | SPA 1                   |                         |       | 87       | 1e     | 5             | Ángel Nieto, Derbi GP 125               |                             |
| 1972 | 50 cc  | Derbi             | DUI 2   |         |            | NAT 2   |            | JOE 2   | NED 1                   | BEL 1                   | DDR DNF                 |                         | ZWE DNF                 |                         | SPA 1                   |       | 69 (81)  | 1e     | 3             | Ángel Nieto, Derbi GP 50                |                             |
| 1972 | 125 cc | Derbi             | DUI DNS | FRA DNF | OOS 1      | NAT 1   | IOM Boycot | JOE DNF | NED 1                   | BEL 1                   | DDR DNF                 | TSL DNF                 | ZWE 1                   | FIN 2                   | SPA 3                   |       | 97       | 1e     | 5             | Ángel Nieto, Derbi GP 125               |                             |
| 1972 | 250 cc | Derbi             | DUI DNF | FRA -   | OOS -      | NAT -   | IOM Boycot | JOE -   | NED -                   | BEL -                   | DDR -                   | TSL -                   | ZWE -                   | FIN -                   | SPA -                   |       | 0        | -      | 0             | Jarno Saarinen, Yamaha YZ 635           |                             |
| 1973 | 125 cc | Morbidelli        | FRA DNF | OOS 3   | DUI 2      | NAT DNF | IOM Boycot | JOE DNF | NED DNF                 | BEL 2                   | TSL DNF                 | ZWE DNF                 | FIN -                   | SPA 2                   |                         |       | 46       | 7e     | 0             | Kent Andersson, Yamaha OW 15            |                             |
| 1973 | 250 cc | Derbi             | FRA -   | OOS -   | DUI -      | NAT -   | IOM Boycot | JOE -   | NED -                   | BEL -                   | TSL -                   | ZWE -                   | FIN -                   | SPA DNF                 |                         |       | 0        | -      | 0             | Dieter Braun, Mitsui-Yamaha TZ 250      |                             |
| 1974 | 125 cc | Derbi             | FRA DNF | DUI -   | OOS 2      | NAT 1   |            | NED DNF | BEL 1                   | ZWE DNF                 |                         | TSL 16                  | JOE 2                   | SPA 2                   |                         |       | 60       | 3e     | 2             | Kent Andersson, Yamaha OW 15            |                             |
| 1974 | 250 cc | Derbi             |         | DUI -   |            | NAT DNF | IOM Boycot | NED -   | BEL -                   | ZWE -                   | FIN -                   | TSL -                   | JOE -                   | SPA -                   |                         |       | 0        | -      | 0             | Walter Villa, Harley-Davidson RR 250    |                             |
| 1975 | 50 cc  | Van Veen-Kreidler |         | SPA 1   |            | DUI 1   | NAT 1      |         | NED 1                   | BEL 2                   | ZWE 2                   | FIN 1                   |                         | JOE 1                   |                         |       | 75 (114) | 1e     | 6             | Ángel Nieto, Van Veen-Kreidler          |                             |
| 1975 | 125 cc | Bridgestone       | FRA -   | SPA DNF | OOS -      | DUI -   | NAT -      |         | NED -                   | BEL -                   | ZWE -                   |                         | TSL -                   | JOE -                   |                         |       | 0        | -      | 0             | Paolo Pileri, Morbidelli 125            |                             |
| 1976 | 50 cc  | Bultaco           | FRA DNF |         | NAT 1      | JOE 3   |            | NED 1   | BEL 2                   | ZWE 1                   | FIN DNF                 |                         | DUI 1                   | SPA 1                   |                         |       | 85 (97)  | 1e     | 5             | Ángel Nieto, Bultaco TSS Mk2            |                             |
| 1976 | 125 cc | Bultaco           |         | OOS 4   | NAT 3      | JOE DNF | IOM Boycot | NED 3   | BEL 1                   | ZWE 2                   | FIN DNF                 |                         | DUI DNF                 | SPA 2                   |                         |       | 67       | 2e     | 1             | Pier Paolo Bianchi, Morbidelli 125      |                             |
| 1977 | 50 cc  | Bultaco           |         |         | DUI 3      | NAT 3   | SPA 1      |         | JOE 1                   | NED 1                   | BEL 3                   | ZWE 2                   |                         |                         |                         |       | 87       | 1e     | 3             | Ángel Nieto, Bultaco 50                 |                             |
| 1977 | 125 cc | Bultaco           | VEN 1   | OOS DNF | DUI 6      | NAT 5   | SPA DNF    | FRA DNQ | JOE 2                   | NED 1                   | BEL 2                   | ZWE 1                   | FIN DNF                 |                         | GBR -                   |       | 80       | 3e     | 3             | Pier Paolo Bianchi, Morbidelli 125      |                             |
| 1977 | 250 cc | Venemotos-Yamaha  | VEN DNF |         | DUI -      | NAT -   | SPA -      | FRA -   | JOE -                   | NED -                   | BEL -                   | ZWE -                   | FIN -                   | TSL -                   | GBR -                   |       | 0        | -      | 0             | Mario Lega, Morbidelli 250              |                             |
| 1978 | 50 cc  | Bultaco           |         | SPA -   |            |         | NAT -      | NED -   | BEL -                   |                         |                         |                         | DUI 2                   | TSL -                   |                         |       | 12       | 11e    | 0             | Ricardo Tormo, Bultaco 50               |                             |
| 1978 | 125 cc | Bultaco           | VEN DNF | SPA DNF | OOS DNF    | FRA DNF | NAT 7      | NED DNF | Overgang naar Minarelli | Overgang naar Minarelli | Overgang naar Minarelli | Overgang naar Minarelli | Overgang naar Minarelli | Overgang naar Minarelli | Overgang naar Minarelli |       | 88       | 2e     | 4             | Eugenio Lazzarini, MBA 125              |                             |
| 1978 | 125 cc | Minarelli         |         |         |            |         |            |         | BEL 2                   | ZWE 2                   | FIN 1                   | GBR 1                   | DUI 1                   |                         | JOE 1                   |       | 88       | 2e     | 4             | Eugenio Lazzarini, MBA 125              |                             |
| 1978 | 250 cc | Yamaha            | VEN 13  | SPA 15  |            | FRA -   | NAT DNQ    | NED -   | BEL -                   | ZWE -                   | FIN -                   | GBR -                   | DUI -                   | TSL -                   | JOE -                   |       | 0        | -      | 0             | Kork Ballington, Kawasaki KR 250        |                             |
| 1979 | 125 cc | Minarelli         | VEN 1   | OOS 1   | DUI 1      | NAT 1   | SPA 1      | JOE 1   | NED 1                   | BEL boycot              | ZWE -                   | FIN -                   | GBR 1                   | TSL -                   | FRA 15                  |       | 120      | 1e     | 8             | Ángel Nieto, Minarelli 125              |                             |
| 1980 | 125 cc | Minarelli         | NAT 5   | SPA DNF | FRA 1      | JOE DNF | NED 1      | BEL 1   | FIN 1                   | GBR DNF                 | TSL DNF                 | DUI 2                   |                         |                         |                         |       | 78       | 3e     | 4             | Pier Paolo Bianchi, Minarelli 125       |                             |
| 1981 | 125 cc | Minarelli         | ARG 1   | OOS 1   | DUI 1      | NAT 4   | FRA 1      | SPA 1   | JOE -                   | NED 1                   |                         | SMR 2                   | GBR 1                   | FIN 1                   | ZWE -                   |       | 140      | 1e     | 8             | Ángel Nieto, Minarelli 125              |                             |
| 1981 | 250 cc | Siroko-Rotax      | ARG DNF |         | DUI 5      | NAT DNF | FRA -      | SPA -   |                         | NED -                   | BEL -                   | SMR -                   | GBR -                   | FIN -                   | ZWE -                   | TSL - | 6        | 23e    | 0             | Toni Mang, Kawasaki KR 250              |                             |
| 1982 | 125 cc | Garelli           | ARG 1   | OOS 1   | FRA Boycot | SPA 1   | NAT 1      | NED 1   | BEL 5                   | JOE 3                   | GBR 1                   | ZWE 6                   | FIN -                   | TSL -                   |                         |       | 111      | 1e     | 6             | Ángel Nieto, Garelli 125                |                             |
| 1982 | 500 cc | Honda             | ARG -   | OOS -   | FRA -      | SPA DNF | NAT -      | NED -   | BEL -                   | JOE -                   | GBR -                   | ZWE -                   |                         |                         | SMR -                   | DUI - | 0        | -      | 0             | Franco Uncini, Suzuki RG 500            |                             |
| 1983 | 125 cc | Garelli           |         | FRA DNF | NAT 1      | DUI 1   | SPA 1      | OOS 1   | JOE 11                  | NED 1                   | BEL 2                   | GBR 1                   | ZWE DNQ                 | SMR DNF                 |                         |       | 102      | 1e     | 6             | Ángel Nieto, Garelli 125                |                             |
| 1983 | 250 cc | Rotax             | ZAF DNF | FRA DNF |            |         |            |         |                         |                         |                         |                         |                         |                         |                         |       | 0        | -      | 0             | Carlos Lavado, Venemotos-Yamaha TZ 250  |                             |
| 1983 | 250 cc | Yamaha            |         |         | NAT -      | DUI DNF | SPA -      | OOS DNF | JOE DNF                 | NED -                   | BEL -                   | GBR -                   | ZWE -                   |                         |                         |       | 0        | -      | 0             | Carlos Lavado, Venemotos-Yamaha TZ 250  |                             |
| 1984 | 125 cc | Garelli           |         | NAT 1   | SPA 1      |         | DUI 1      | FRA 1   |                         | NED 1                   |                         | GBR 1                   | ZWE -                   | SMR DNF                 |                         |       | 90       | 1e     | 6             | Ángel Nieto, Garelli 125                |                             |
| 1984 | 250 cc | JJ Cobas-Rotax    | ZAF -   | NAT DNF | SPA DNF    | OOS -   | DUI -      | FRA -   | JOE -                   | NED -                   | BEL -                   | GBR -                   | ZWE -                   | SMR -                   |                         |       | 0        | -      | 0             | Christian Sarron, Sonauto-Yamaha TZ 250 |                             |
| 1985 | 80 cc  | Derbi             |         | SPA -   | DUI -      | NAT -   |            | JOE -   | NED DNF                 |                         | FRA 1                   |                         |                         | SMR DNF                 |                         |       | 15       | 9e     | 1             | Stefan Dörflinger, Krauser 80           |                             |
| 1985 | 250 cc | Garelli           | ZAF DNS | SPA DNS | DUI DNS    | NAT DNS | OOS DNS    | JOE DNS | NED DNS                 | BEL DNS                 | FRA DNS                 | GBR DNS                 | ZWE DNS                 | SMR DNS                 |                         |       | 0        | -      | 0             | Freddie Spencer, Honda RS 250 R-W       |                             |
| 1986 | 80 cc  | Ducados-Derbi     | SPA 2   | NAT DNF | DUI 4      | OOS 8   | JOE 4      | NED 4   |                         |                         | GBR DNF                 |                         | SMR 5                   | BWü DNF                 |                         |       | 45       | 7e     | 0             | Jorge Martínez, Derbi 80                |                             |
| 1986 | 125 cc | Ducados-MBA       | SPA DNF | NAT 2   | DUI DNF    | OOS DNF |            | NED 10  | BEL DNF                 | FRA 9                   | GBR DNF                 | ZWE -                   | SMR DNF                 | BWü DNF                 |                         |       | 15       | 13e    | 0             | Luca Cadalora, Garelli 125              |                             |